# Cambodian Premier League 2022
Die Cambodian Premier League 2022 war die 18. Spielzeit der höchsten Fußballliga in Kambodscha seit ihrer Gründung im Jahr 2005. Die Liga war aus Sponsoringgründen auch als Metfone Cambodian League bekannt. Am Spielbetrieb nahmen acht Mannschaften teil. Die Saison startete am 5. März 2022 und endete am 3. Dezember 2022. Titelverteidiger war Phnom Penh Crown.

## Mannschaften
| Mannschaft                   | Standort   | Stadion                  | Kapazität |
| ---------------------------- | ---------- | ------------------------ | --------- |
| Angkor Tiger                 | Siem Reap  | Hanuman Stadium          | 5000      |
| Boeung Ket Angkor            | Phnom Penh | Cambodia Airways Stadium | 2000      |
| Kirivong Sok Sen Chey        | Takeo      | Kirivong Stadium         | 1000      |
| Nagaworld FC                 | Phnom Penh | RCAF Old Stadium         | 20.000    |
| Phnom Penh Crown             | Phnom Penh | RSN Stadium              | 2500      |
| Preah Khan Reach Svay Rieng  | Svay Rieng | Svay Rieng Stadium       | 2500      |
| National Defense Ministry FC | Phnom Penh | RCAF Old Stadium         | 20.000    |
| Visakha FC                   | Phnom Penh | Prince Stadium           | 10.000    |

## Personal
Stand: März 2022
| Mannschaft                   | Trainer                | Mannschaftskapitän |
| ---------------------------- | ---------------------- | ------------------ |
| Angkor Tiger                 | Alistair Heath         | Som Sann           |
| Boeung Ket Angkor            | Kim Pheakdey           | Chan Vathanaka     |
| Kirivong Sok Sen Chey        | Manuel Retamero Fraile | David Koum         |
| Nagaworld FC                 | Jose Alves Borges      | Kouch Sokumpheak   |
| Phnom Penh Crown             | Oleg Starynskyi        | Orn Chanpolin      |
| Preah Khan Reach Svay Rieng  | Conor Nestor           | Soeuy Visal        |
| National Defense Ministry FC | Hor Sokheng            | Um Vichet          |
| Visakha FC                   | Lee Tae-hoon           | Keo Sokpheng       |

## Ausländische Spieler
Stand: März 2022
| Mannschaft                   | Spieler 1       | Spieler 2         | Spieler 3        | Spieler 4            | Spieler AFC       | Ehemalige Spieler |
| ---------------------------- | --------------- | ----------------- | ---------------- | -------------------- | ----------------- | ----------------- |
| Angkor Tiger                 | Gabriel Silva   | Iago Bento        | Jozsef Keaveny   | Naoki Maeda          | Soh Narita        |                   |
| Boeung Ket Angkor            | Mustafa Zazai   | Alexandre Cardoso | Sakari Tukiainen | Ajayi Opeyemi Korede | Taher Jahanbakhsh |                   |
| Kirivong Sok Sen Chey        | David Koum      | Robert Ghansah    | OJ Porteria      | Thiago Fernandes     | Sukhrob Rakhmonov |                   |
| Nagaworld FC                 | Cristian Roque  | Eliel da Cruz     | Súper            | Anderson Zogbe       | Fumiya Kogure     |                   |
| Phnom Penh Crown             | Fareed Sadat    | Andres Nieto      | Takaki Ose       | Valeriy Hryshyn      | Daisuke Kobayashi | Yūdai Ogawa       |
| Preah Khan Reach Svay Rieng  | Emmanuel Mbarga | Marcus Haber      | Clyde O’Connell  | Takashi Odawara      | Hikaru Mizuno     |                   |
| National Defense Ministry FC | Ibrahim Dicko   | Elsayed Mahmoud   | Takumu Nishihara | Reiya Kinoshita      | Yuta Kikuchi      |                   |
| Visakha FC                   | Marcos Vinícius | Paulo Victor      | Faeez Khan       | Kenny Athiu          | Lee Jae-gun       | Junior Barros     |

 Spieler, die während der Saison den Verein verlassen haben

## Tabelle Reguläre Saison
Stand: Saisonende 2022
| Pl. | Verein                       | Sp. | S  | U | N  | Tore    | Diff. | Punkte |
| --- | ---------------------------- | --- | -- | - | -- | ------- | ----- | ------ |
| 1.  | Preah Khan Reach Svay Rieng  | 21  | 14 | 4 | 3  | 054:180 | +36   | 46     |
| 2.  | Visakha FC                   | 21  | 12 | 4 | 5  | 046:230 | +23   | 40     |
| 3.  | Phnom Penh Crown             | 21  | 10 | 6 | 5  | 047:280 | +19   | 36     |
| 4.  | Boeung Ket Angkor            | 21  | 10 | 5 | 6  | 041:280 | +13   | 35     |
| 5.  | Nagaworld FC                 | 21  | 8  | 5 | 8  | 023:280 | −5    | 29     |
| 6.  | National Defense Ministry FC | 21  | 6  | 5 | 10 | 035:320 | +3    | 23     |
| 7.  | Angkor Tiger                 | 21  | 6  | 3 | 12 | 035:610 | −26   | 21     |
| 8.  | Kirivong Sok Sen Chey        | 21  | 1  | 2 | 18 | 021:840 | −63   | 05     |

## Ergebnisse
Die Kreuztabelle stellt die Ergebnisse aller Spiele dieser Saison dar. Die Heimmannschaft ist in der linken Spalte, die Gastmannschaft in der oberen Zeile aufgelistet.
| Saison 2022                  | ANG | BOE | NAG | KSS | PPC | SVA | NDM | VIS |
| ---------------------------- | --- | --- | --- | --- | --- | --- | --- | --- |
| Angkor Tiger                 |     | 0:0 | 4:3 | 3:3 | 4:2 | 0:4 | 5:4 | 1:3 |
| Boeung Ket Angkor            | 2:0 |     | 3:1 | 6:0 | 2:1 | 0:1 | 0:1 | 3:2 |
| Nagaworld FC                 | 0:2 | 1:0 |     | 2:1 | 1:4 | 0:1 | 1:1 | 1:0 |
| Kirivong Sok Sen Chey        | 3:3 | 0:4 | 1:2 |     | 1:5 | 1:4 | 1:0 | 1:2 |
| Phnom Penh Crown             | 3:2 | 2:2 | 0:0 | 6:1 |     | 1:3 | 1:0 | 0:0 |
| Preah Khan Reach Svay Rieng  | 4:1 | 1:0 | 1:1 | 3:1 | 1:0 |     | 1:1 | 0:1 |
| National Defense Ministry FC | 5:1 | 3:4 | 0:1 | 5:1 | 0:0 | 1:3 |     | 0:3 |
| Visakha FC                   | 5:2 | 1:2 | 2:0 | 5:0 | 3:1 | 1:2 | 0:1 |     |

## Meisterschaftsrunde

### Tabelle
Stand: Saisonende 2022
| Pl. | Verein                      | Sp. | S  | U | N  | Tore    | Diff. | Punkte |
| --- | --------------------------- | --- | -- | - | -- | ------- | ----- | ------ |
| 1.  | Phnom Penh Crown            | 27  | 15 | 7 | 5  | 066:360 | +30   | 52     |
| 2.  | Visakha FC                  | 27  | 16 | 4 | 7  | 060:340 | +26   | 52     |
| 3.  | Preah Khan Reach Svay Rieng | 27  | 15 | 4 | 8  | 059:290 | +30   | 49     |
| 4.  | Boeung Ket Angkor           | 27  | 11 | 6 | 10 | 048:440 | +4    | 39     |

### Ergebnisse
Die Kreuztabelle stellt die Ergebnisse aller Spiele dieser Saison dar. Die Heimmannschaft ist in der linken Spalte, die Gastmannschaft in der oberen Zeile aufgelistet.
| Saison 2022                 | BOE | PPC | SVA | VIS |
| --------------------------- | --- | --- | --- | --- |
| Boeung Ket Angkor           |     | 1:1 | 2:1 | 1:2 |
| Phnom Penh Crown            | 5:0 |     | 1:0 | 4:3 |
| Preah Khan Reach Svay Rieng | 2:1 | 2:5 |     | 0:1 |
| Visakha FC                  | 5:3 | 2:3 | 1:0 |     |

## Torschützenliste
Stand: Saisonende 2022
| Platz | Spieler              | Mannschaft                   | Tore |
| ----- | -------------------- | ---------------------------- | ---- |
| 1.    | Marcus Haber         | Preah Khan Reach Svay Rieng  | 25   |
| 2.    | Takumu Nishihara     | National Defense Ministry FC | 21   |
| 3.    | Fareed Sadat         | Phnom Penh Crown             | 19   |
| 4.    | Paulo Victor         | Phnom Penh Crown             | 15   |
| 5.    | Sakari Tukiainen     | Boeung Ket Angkor            | 12   |
| 5.    | Andres Nieto         | Phnom Penh Crown             | 12   |
| 7.    | Gabriel Silva Costa  | Angkor Tiger                 | 11   |
| 7.    | Lim Pisoth           | Phnom Penh Crown             | 11   |
| 9.    | Sieng Chanthea       | Boeung Ket Angkor            | 10   |
| 10.   | Iago Bento           | Angkor Tiger                 | 7    |
| 10.   | Cristian             | Nagaworld FC                 | 7    |
| 10.   | Mat Noron            | Boeung Ket Angkor            | 7    |
| 13.   | Jozsef Keaveny       | Angkor Tiger                 | 6    |
| 13.   | Min Ratanak          | Preah Khan Reach Svay Rieng  | 6    |
| 13.   | Sa Ty                | Visakha FC                   | 6    |
| 13.   | Ajayi Opeyemi Korede | Boeung Ket Angkor            | 6    |
| 13.   | Lee Jae-gun          | Visakha FC                   | 6    |
| 13.   | Ouk Sovann           | Visakha FC                   | 6    |
| 13.   | Marcos Vinícius      | Visakha FC                   | 6    |

## TOP Assists
Stand: Saisonende 2022
| Platz | Name            | Mannschaft                   | Assists |
| ----- | --------------- | ---------------------------- | ------- |
| 1.    | Iago Benton     | Angkor Tiger                 | 10      |
| 2.    | Mat Noron       | Boeung Ket Angkor            | 8       |
| 3.    | Emmanuel Mbarga | Preah Khan Reach Svay Rieng  | 7       |
| 3.    | Lee Jae-gun     | Visakha FC                   | 7       |
| 5.    | Min Ratanak     | Preah Khan Reach Svay Rieng  | 6       |
| 5.    | Andres Nieto    | Phnom Penh Crown             | 6       |
| 7.    | Víctor Blasco   | Preah Khan Reach Svay Rieng  | 5       |
| 7.    | Reiya Kinoshita | National Defense Ministry FC | 5       |

## Weiße Weste (Clean Sheets)
Stand: Saisonende 2022
| Platz | Spieler        | Mannschaft                   | Clean sheets |
| ----- | -------------- | ---------------------------- | ------------ |
| 1.    | Saveng Samnang | Phnom Penh Crown             | 9            |
| 2.    | Om Oudom       | Preah Khan Reach Svay Rieng  | 8            |
| 3.    | Sou Yaty       | Nagaworld FC                 | 6            |
| 4.    | Hul Kimhuy     | Boeung Ket Angkor            | 5            |
| 5.    | Vireak Dara    | Visakha FC                   | 4            |
| 6.    | Keo Soksela    | Visakha FC                   | 3            |
| 6.    | Um Vichet      | National Defense Ministry FC | 3            |
| 8.    | Koy Salim      | Boeung Ket Angkor            | 1            |
| 8.    | Non Nat        | Angkor Tiger                 | 1            |
| 8.    | Tha Chanrithy  | Kirivong Sok Sen Chey        | 1            |
| 8.    | Yi Bunheng     | Angkor Tiger                 | 1            |
| 8.    | Pich Dara      | National Defense Ministry FC | 1            |

## Hattricks
Stand: Saisonende 2022
| Spieler           | Verein                       | Gegnerischer Verein          | Ergebnis | Datum           |
| ----------------- | ---------------------------- | ---------------------------- | -------- | --------------- |
| Marcus Haber      | Preah Khan Reach Svay Rieng  | National Defense Ministry FC | 3:1 (A)  | 26. März 2022   |
| Takumu Nishihara  | National Defense Ministry FC | Angkor Tiger                 | 4:5 (A)  | 2. April 2022   |
| Andres Nieto      | Phnom Penh Crown             | Kirivong Sok Sen Chey        | 6:1 (H)  | 2. April 2022   |
| Takumu Nishihara5 | National Defense Ministry FC | Kirivong Sok Sen Chey        | 5:1 (H)  | 23. April 2022  |
| Takumu Nishihara  | National Defense Ministry FC | Angkor Tiger                 | 5:1 (H)  | 23. Juli 2022   |
| Sakari Tukiainen  | Boeung Ket Angkor            | Kirivong Sok Sen Chey        | 4:0 (A)  | 30. Juli 2022   |
| Min Ratanak4      | Preah Khan Reach Svay Rieng  | Kirivong Sok Sen Chey        | 10:0 (H) | 13. August 2022 |
| Paulo Victor      | Visakha FC                   | Kirivong Sok Sen Chey        | 6:1 (H)  | 27. August 2022 |

4 Vier Tore in einem Spiel
5 Fünf Tore in einem Spiel

## Ausrüster/Ausrüster
Stand: März 2022
| Mannschaft                   | Ausrüster          | Ausrüster            |
| ---------------------------- | ------------------ | -------------------- |
| Angkor Tiger                 | NT Sport           |                      |
| Boeung Ket Angkor            | EGO Sport          | Cambodia Airways     |
| Kirivong Sok Sen Chey        | NT Sport           | Krud Beer, E-GetS    |
| Nagaworld FC                 | FBT                | NagaWorld            |
| Phnom Penh Crown             | FBT                | Smart Axiata, Pi Pay |
| Preah Khan Reach Svay Rieng  | FBT                | Orkide Villa         |
| National Defense Ministry FC | NT Sport           | TIFFY                |
| Visakha FC                   | Forward Sportswear | Prince Bank          |